# Ignace Municipal Airport
Ignace Municipal Airport är en flygplats i Kanada.   Den ligger i provinsen Ontario, i den sydöstra delen av landet, 1 300 km väster om huvudstaden Ottawa. Ignace Municipal Airport ligger 436 meter över havet. Den ligger vid sjön Shell Lake.
Terrängen runt Ignace Municipal Airport är platt. Runt Ignace Municipal Airport är det mycket glesbefolkat, med 4 invånare per kvadratkilometer.. 
I omgivningarna runt Ignace Municipal Airport växer i huvudsak blandskog.